# A Dama de Chandor
A Dama de Chandor (portugiesisch Die Dame von Chandor) ist ein Dokumentarfilm der portugiesischen Regisseurin Catarina Mourão aus dem Jahr 1998.
Er wurde durch die Kommission für die Gedenkveranstaltungen für die Portugiesischen Entdeckungsreisen im Rahmen des Kulturprogramms zur Weltausstellung Expo 98 in Lissabon finanziert, neben Mitteln der staatlichen portugiesischen Filmförderungsanstalt IPACA (heute ICA) und der Stiftung Fundação Oriente.

## Handlung
Die betagte Dame Aida Meneses de Bragança lebt, als letzte Generation eines traditionsreichen Goa-katholischen Stammbaums, im langsam verfallenden Herrenhaus der Familie in Chandor, einem Ort der Gemeinde Salcete im indischen Goa. Das Gebiet Goas war als Zentrum Portugiesisch-Indiens jahrhundertelang portugiesische Kolonie. Mit der Annexion 1961 wurde Goa ein Bundesstaat Indiens und verlor danach viel seines alten portugiesischen Charakters.
Der Film begleitet Dona Aida in ihrem Alltag und porträtiert dabei ihren unbeugsamen Willen, ihr traditionsreiches Haus gegen den Verfall zu verteidigen, aber auch ihre Anstrengungen, ihre kulturelle und sprachliche Identität und Würde zu bewahren, entgegen der zeitgenössischen Gesellschaft und dem Zeitgeist, der auch ihr familiäres und nachbarschaftliches Umfeld dominiert. Das Haus ist dabei Symbol und handfester Ausdruck des Erbes ihrer alten goa-portugiesischen Familie.

## Rezeption
Der Film feierte im November 1998 Premiere beim 9. Internationalen Filmtreffen von Malaposta (Preis für die beste Dokumentation) und lief danach auf einer Vielzahl internationaler Filmfestivals, auf denen er auch ausgezeichnet wurde, etwa beim Festival des Ethnografischen Films in Belgrad 1999 für das beste Drehbuch. In Portugal erhielt er 1998 eine Ehrennennung des portugiesischen Filmklubverbandes und ebenfalls 1998 den staatlichen Filmpreis Aurélio Paz dos Reis als beste Regie-Neuentdeckung. Am 7. März 1999 lief er erstmals im portugiesische Fernsehen, im Rahmen der Sendereihe Olhos nos Olhos der Journalistin Maria João Seixas bei RTP2.
Die Kritik nahm den ruhigen Film positiv auf. Jorge Leitão Ramos etwa lobte die Kamera, die Zeit und Raum für genaue Beobachtung, und damit die Atmosphäre atmen lasse. Er nannte den Film einen markanten, vielleicht den markantesten portugiesischen Dokumentarfilm der 1990er Jahre, als Dokumentarfilme im portugiesischen Film eine Renaissance erlebten.
A Dama de Chandor erschien 1999 als VHS-Kassette bei Costa do Castelo Filmes und 2007 als DVD-Video bei Midas Filmes in Portugal.